# CP破壞
CP破壞（英語：CP violation），或译CP破缺，又稱CP不守恒，是物理学，尤其是粒子物理学中的一个术语和定理。它说明在一个物理过程中所谓的CP对称被破坏了。在宇宙学中它对解释今天宇宙中物质的数量超过反物质的数量有极其重要的意义。1964年在CP破坏首先在中性K介子的衰变中被实验证实。1980年詹姆斯·克罗宁和瓦尔·菲奇因此被授予诺贝尔物理学奖。至今为止对CP破壞的研究依然是一个在理论物理和实验物理中非常活跃的领域。

## CP
CP是粒子物理学中两个对称运算的乘积：C对称即电荷对称，量子操作为电荷共轭運算，这个运算将一个带电荷粒子转化为其反粒子；P是宇称，宇称运算造成一个物理系统的镜像。在强相互作用和电磁作用中CP转化运算对整个物理系统不产生任何影响（CP对称），但是在一定的弱相互作用中这个对称被微小地打破。在1950年代時，人们发现宇称破坏后曾经设想CP对称可以补救这个破坏。
宇称守恒的基本思想是在镜像反演后粒子物理学的公式不变。也就是说一个系统里的反应（比如化学反应或者放射性衰退）在一个镜像系统中以同样的速度进行。直到1940年代物理学家相信所有的反应全部是宇称守恒的。1950年代物理学家发现了宇称破坏的反应。一些放射性反应显然不是宇称守恒的：它们的镜像系统里的反应概率比原来的反应概率低。
在量子力学中一个系统中的一个对称被破坏后往往可以通过另一个对称来弥补，这两个对称的乘积依然守恒。在宇称破坏被发现后不久物理学家就发现了希尔伯特空间结构中的这个很微妙的特性。当时有人猜测反粒子共轭运算是可以弥补宇称破坏的对称。
简单地说反粒子共轭运算是粒子与反粒子之间的对称，因此CP对称被看作是物质与反物质间的对称。

## 破坏

K介子振盪方塊圖

以上兩個方塊圖皆為費曼圖，这两个費曼圖為K-Kbar振盪的振幅帶來领头阶的主导性貢獻。

1964年詹姆斯·克罗宁和瓦尔·菲奇提供了明显的CP对称也被破坏的迹象。为此他们于1980年获得诺贝尔奖。他们的发现显示弱相互作用既破坏了反粒子共轭运算C，同时也破坏了宇称P。这个发现对粒子物理学带来了巨大的冲击，至今为止它为粒子物理学和宇宙学的核心问题打开了大门。CP被微弱地破坏了，但是与此同时又几乎保持了守恒是一个重要的未解之谜。
克罗宁、菲奇等在一个K介子衰变的实验中发现了CP对称的破坏，在这个物理现象中只有一个更弱的对称被保存了，即CPT对称。在CPT对称中除C和P外还有一个第三个运算符号，即时间反演（T）也必须加入。时间反演与运动反演相应。在物理定理中时间反演对称表示任何运动的反运动也同样存在。因此CPT对称被看作组成所有基本反应形式的精确对称。由于CPT对称任何破坏CP对称的反应也破坏T对称。也就是说任何破坏CP对称的反应的逆反应发生的可能性与原反应不同。CPT对称被看作是量子场论中的一个基本定理，在这里反粒子共轭运算、宇称和时间反演同时运用。
最近美国斯坦福直线加速器中心和日本高能加速器研究機構的一代新的试验使用B介子也发现了CP破坏（页面存档备份，存于）。此前至少理论上有可能CP破坏仅限于K介子。这些试验无疑地证明了标准模型理论中的反应破坏CP。
2025年LHCb宣布首次在重子衰变过程中发现了CP破坏的迹象，统计显著度为5.3σ。
通过在CKM矩阵中加入一个复数项标准模型理论可以包含CP破坏。而这个复数项的引入（也就是CP破坏的引入）则表明至少有三代夸克。
至今为止没有任何发现量子色動力學破坏CP的试验。

## 電弱標準模型中的CP破坏
CKM矩陣的電弱標準模型定義為 {\displaystyle \ \mathrm {V} _{\mathsf {CKM}}=\mathrm {U} _{\mathsf {u}}\ \cdot \mathrm {U} _{\mathsf {d}}^{\dagger }\ ,} 此處的 {\displaystyle \ \mathrm {U} _{\mathsf {u}}\ } 和 {\displaystyle \ \mathrm {U} _{\mathsf {d}}\ } 分別為可以將上型夸克與下型夸克的質量矩陣{\displaystyle \ M_{\mathsf {u}}\ }和{\displaystyle \ M_{\mathsf {d}}\,}對角化的么正轉換矩陣(unitary transformation matrix)。
因此，要得到一個帶有複數的CKM矩陣需有以下兩個必要但非充分條件:
1. {\displaystyle U_{u}} 和 {\displaystyle U_{d}} 其中至少須有一個帶有複數，否則CKM矩陣必為純實數。
2. 即使兩者皆帶有複數， {\displaystyle U_{u}} 和 {\displaystyle U_{d}} 不可以相同，亦即 {\displaystyle U_{u}\neq U_{d}}，否則CKM矩陣必為單位矩陣{\displaystyle \mathbf {1} }。

以一個有三代費米子的標準模型來說，費米子質量矩陣(夸克與輕子都適用)的最通用形式可以寫成如下樣式:
{\displaystyle M={\begin{bmatrix}A_{1}+iD_{1}&B_{1}+iC_{1}&B_{2}+iC_{2}\\B_{4}+iC_{4}&A_{2}+iD_{2}&B_{3}+iC_{3}\\B_{5}+iC_{5}&B_{6}+iC_{6}&A_{3}+iD_{6}\end{bmatrix}}.}
這樣的非赫米爾特(non-Hermitian)M矩陣有9個複數元素以及18個參數，因為每個複數元素各有2個參數，一個是實數部的係數，一個是虛數部的係數。這樣的3X3矩陣顯然難以被直接對角化。然而，{\displaystyle \mathbf {M^{2}} =M\cdot M^{+}}這樣的矩陣卻是自然為赫米爾特的，而且它和原來的非赫米爾特M矩陣擁有相同的U矩陣，這個矩陣可以表為
< {\displaystyle \mathbf {M^{2}} ={\begin{bmatrix}\mathbf {A_{1}} &\mathbf {B_{1}} +i\mathbf {C_{1}} &\mathbf {B_{2}} +i\mathbf {C_{2}} \\\mathbf {B_{1}} -i\mathbf {C_{1}} &\mathbf {A_{2}} &\mathbf {B_{3}} +i\mathbf {C_{3}} \\\mathbf {B_{2}} -i\mathbf {C_{2}} &\mathbf {B_{3}} -i\mathbf {C_{3}} &\mathbf {A_{3}} \end{bmatrix}},}
這個矩陣中的參數可以寫為M矩陣中的參數(=湯川偶合的對應參數*希格氏偶的真空期望值)的各種組合如下:
{\displaystyle \mathbf {A_{1}} =A_{1}^{2}+D_{1}^{2}+B_{1}^{2}+C_{1}^{2}+B_{2}^{2}+C_{2}^{2},}
{\displaystyle \mathbf {A_{2}} =A_{2}^{2}+D_{2}^{2}+B_{3}^{2}+C_{3}^{2}+B_{4}^{2}+C_{4}^{2},}
{\displaystyle \mathbf {A_{3}} =A_{3}^{2}+D_{3}^{2}+B_{5}^{2}+C_{5}^{2}+B_{6}^{2}+C_{6}^{2},}
{\displaystyle \mathbf {B_{1}} =A_{1}B_{4}+D_{1}C_{4}+B_{1}A_{2}+C_{1}D_{2}+B_{2}B_{3}+C_{2}C_{3},}
{\displaystyle \mathbf {B_{2}} =A_{1}B_{5}+D_{1}C_{5}+B_{1}B_{6}+C_{1}C_{6}+B_{2}A_{3}+C_{2}D_{3},}
{\displaystyle \mathbf {B_{3}} =B_{4}B_{5}+C_{4}C_{5}+B_{6}A_{2}+C_{6}D_{2}+A_{3}B_{3}+D_{3}C_{3},}
{\displaystyle \mathbf {C_{1}} =D_{1}B_{4}-A_{1}C_{4}+A_{2}C_{1}-B_{1}D_{2}+B_{3}C_{2}-B_{2}C_{3},}
{\displaystyle \mathbf {C_{2}} =D_{1}B_{5}-A_{1}C_{5}+B_{6}C_{1}-B_{1}C_{6}+A_{3}C_{2}-B_{2}D_{3},}
{\displaystyle \mathbf {C_{3}} =C_{4}B_{5}-B_{4}C_{5}+D_{2}B_{6}-A_{2}C_{6}+A_{3}C_{3}-B_{3}D_{3}.}
既然對角化一個有9個參數的矩陣結果跟對角化一個有18個參數的M矩陣一樣，那以{\displaystyle \mathbf {M^{2}} } 為對象就是很自然而合理的選擇。
這個問題的理想解法自然是將M和{\displaystyle \mathbf {M^{2}} }矩陣直接對角化求得其本徵值跟本徵向量(或相當於轉換矩陣U)。只是，即使是只有9個參數的{\displaystyle \mathbf {M^{2}} } 矩陣還是太複雜。所以，假設{\displaystyle \mathbf {M^{2}} }的實數部{\displaystyle \mathbf {M_{R}^{2}} }跟虛數部{\displaystyle \mathbf {M_{I}^{2}} }可以分別被同一個U矩陣對角化，那這個假設會引進底下這個關係式並進一步將參數由9個減少至5個
{\displaystyle \mathbf {M_{R}^{2}} }\cdot \mathbf {M_{I}^{2+}} -\mathbf {M_{I}^{2}} \cdot \mathbf {M_{R}^{2+}=0} 
根據以上想法，{\displaystyle \mathbf {M^{2}} }可以進一步簡化為以下樣貌:
{\displaystyle \mathbf {M^{2}} ={\begin{bmatrix}\mathbf {A} +\mathbf {B(xy-{x \over y})} &\mathbf {yB} &\mathbf {xB} \\\mathbf {yB} &\mathbf {A+B({y \over x}-{x \over y})} &\mathbf {B} \\\mathbf {xB} &\mathbf {B} &\mathbf {A} \end{bmatrix}}+i{\begin{bmatrix}0&\mathbf {C \over y} &-\mathbf {C \over x} \\-\mathbf {C \over y} &0&\mathbf {C} \\i\mathbf {C \over x} &-\mathbf {C} &0\end{bmatrix}}\equiv \mathbf {M_{R}^{2}} +i\mathbf {M_{I}^{2}} }
在此令{\displaystyle \mathbf {A\equiv A_{3}} ,\mathbf {B\equiv B_{3}} ,\mathbf {C\equiv C_{3}} ,\mathbf {x\equiv B_{2}/B_{3}} ,} and {\displaystyle \mathbf {y\equiv B_{1}/B_{3}} }。
{\displaystyle \mathbf {M^{2}} } 有解析解(analytical solutions)，其本徵值如下:
{\displaystyle \mathbf {m_{1}^{2}} =\mathbf {A-B{x \over y}-C{\sqrt {\mathbf {x^{2}+y^{2}+x^{2}y^{2}}  \over {xy}}}} ,}
{\displaystyle \mathbf {m_{2}^{2}} =\mathbf {A-B{x \over y}+C{{\sqrt {\mathbf {x^{2}+y^{2}+x^{2}y^{2}} }} \over {xy}}} ,}
{\displaystyle \mathbf {m_{3}^{2}} =\mathbf {A+B{{(x^{2}+1)y} \over x}} ,}
而其對應的U矩陣則如下:
{\displaystyle \mathbf {U^{u}} ={\begin{bmatrix}{-{\sqrt {\mathbf {x^{2}+y^{2}} }} \over {\sqrt {\mathbf {2(x^{2}+y^{2}+x^{2}y^{2})} }}}&{\mathbf {x(y^{2}-i{\sqrt {\mathbf {x^{2}+y^{2}+x^{2}y^{2}} }})}  \over {{\sqrt {2}}{\sqrt {\mathbf {x^{2}+y^{2}} }}{\sqrt {\mathbf {x^{2}+y^{2}+x^{2}y^{2}} }}}}&{\mathbf {y(x^{2}+i{\sqrt {\mathbf {x^{2}+y^{2}+x^{2}y^{2}} }})}  \over {{\sqrt {2}}{\sqrt {\mathbf {x^{2}+y^{2}} }}{\sqrt {\mathbf {x^{2}+y^{2}+x^{2}y^{2}} }}}}\\{-{\sqrt {\mathbf {x^{2}+y^{2}} }} \over {\sqrt {\mathbf {2(x^{2}+y^{2}+x^{2}y^{2})} }}}&{\mathbf {x(y^{2}+i{\sqrt {\mathbf {x^{2}+y^{2}+x^{2}y^{2}} }})}  \over {{\sqrt {2}}{\sqrt {\mathbf {x^{2}+y^{2}} {\sqrt {\mathbf {x^{2}+y^{2}+x^{2}y^{2}} }}}}}}&{\mathbf {y(x^{2}-i{\sqrt {\mathbf {x^{2}+y^{2}+x^{2}y^{2}} )}} \over {{\sqrt {\bf {2}}}{\sqrt {\bf {x^{2}+y^{2}}}}{\sqrt {\bf {x^{2}+y^{2}+x^{2}y^{2}}}}}} }\\{\mathbf {xy}  \over {\sqrt {\mathbf {x^{2}+y^{2}+x^{2}y^{2}} }}}&{\mathbf {y \over {\sqrt {\mathbf {x^{2}+y^{2}+x^{2}y^{2}} }}} }&{\mathbf {x \over {\sqrt {\mathbf {x^{2}+y^{2}+x^{2}y^{2}} }}} }\end{bmatrix}}.}
然而，這些本徵值的排列順序和物理上的夸克質量順序並無必然對應關係，所以同一型夸克的3個本徵值和3代夸克的對應方式有6種可能，上下夸克各6種，總共可以組合出36種CKM矩陣樣態

在36種可能中，以下這4個在和實驗數據比對時最接近。在0階(tree level)時可以達到差異小於{\displaystyle \lambda ^{1/2}}的程度
{\displaystyle V[52]=V{\begin{bmatrix}1\\3\\2\end{bmatrix}}{\begin{bmatrix}2&3&1\end{bmatrix}}=V[52]^{*}=V^{*}{\begin{bmatrix}2\\3\\1\end{bmatrix}}{\begin{bmatrix}1&3&2\end{bmatrix}}={\begin{bmatrix}s&p^{*}&r^{*}\\p^{\prime *}&q&p^{\prime }\\r&p&s^{*}\end{bmatrix}}} and
{\displaystyle V[22]=V{\begin{bmatrix}2\\3\\1\end{bmatrix}}{\begin{bmatrix}2&3&1\end{bmatrix}}=V^{*}[55]=V^{*}{\begin{bmatrix}1\\3\\2\end{bmatrix}}{\begin{bmatrix}1&3&2\end{bmatrix}}={\begin{bmatrix}r&p&s^{*}\\p^{\prime *}&q&p^{\prime }\\s&p^{*}&r^{*}\end{bmatrix}},}
此處{\displaystyle \lambda } 為Wolfenstein參數之一。
求得{\displaystyle p,q,r,s,}和{\displaystyle p^{\prime }} 的完整樣貌如下:
{\displaystyle r={{(x^{2}+y^{2})(x'^{2}+y'^{2})+(xx'+yy')(xyx'y'+{\sqrt {x^{2}+y^{2}+x^{2}y^{2}}}{\sqrt {x'^{2}+y'^{2}+x'^{2}y'^{2}}})} \over {2{\sqrt {x^{2}+y^{2}}}{\sqrt {x'^{2}+y'^{2}}}{\sqrt {x^{2}+y^{2}+x^{2}y^{2}}}{\sqrt {x'^{2}+y'^{2}+x'^{2}y'^{2}}}}}}
```
 

  

    

      

        
+

        
i

        

          

            

              
(

              
x

              

                
y

                
′

              

              
−

              

                
x

                
′

              

              
y

              
)

              
(

              

                
x

                
′

              

              

                
y

                
′

              

              

                

                  

                    
x

                    

                      
2

                    

                  

                  
+

                  

                    
y

                    

                      
2

                    

                  

                  
+

                  

                    
x

                    

                      
2

                    

                  

                  

                    
y

                    

                      
2

                    

                  

                

              

              
+

              
x

              
y

              

                

                  

                    
x

                    

                      
′

                      

                        
2

                      

                    

                  

                  
+

                  

                    
y

                    

                      
′

                      

                        
2

                      

                    

                  

                  
+

                  

                    
x

                    

                      
′

                      

                        
2

                      

                    

                  

                  

                    
y

                    

                      
′

                      

                        
2

                      

                    

                  

                

              

              
)

            

            

              
2

              

                

                  

                    
x

                    

                      
2

                    

                  

                  
+

                  

                    
y

                    

                      
2

                    

                  

                

              

              

                

                  

                    
x

                    

                      
′

                      

                        
2

                      

                    

                  

                  
+

                  

                    
y

                    

                      
′

                      

                        
2

                      

                    

                  

                

              

              

                

                  

                    
x

                    

                      
2

                    

                  

                  
+

                  

                    
y

                    

                      
2

                    

                  

                  
+

                  

                    
x

                    

                      
2

                    

                  

                  

                    
y

                    

                      
2

                    

                  

                

              

              

                

                  

                    
x

                    

                      
′

                      

                        
2

                      

                    

                  

                  
+

                  

                    
y

                    

                      
′

                      

                        
2

                      

                    

                  

                  
+

                  

                    
x

                    

                      
′

                      

                        
2

                      

                    

                  

                  

                    
y

                    

                      
′

                      

                        
2

                      

                    

                  

                

              

            

          

        

        
,

      

    

    
{\displaystyle +i{{(xy'-x'y)(x'y'{\sqrt {x^{2}+y^{2}+x^{2}y^{2}}}+xy{\sqrt {x'^{2}+y'^{2}+x'^{2}y'^{2}}})} \over {2{\sqrt {x^{2}+y^{2}}}{\sqrt {x'^{2}+y'^{2}}}{\sqrt {x^{2}+y^{2}+x^{2}y^{2}}}{\sqrt {x'^{2}+y'^{2}+x'^{2}y'^{2}}}}},}

  

```

{\displaystyle s={{(x^{2}+y^{2})(x'^{2}+y'^{2})+(xx'+yy')(xyx'y'-{\sqrt {x^{2}+y^{2}+x^{2}y^{2}}}{\sqrt {x'^{2}+y'^{2}+x'^{2}y'^{2}}})} \over {2{\sqrt {x^{2}+y^{2}}}{\sqrt {x'^{2}+y'^{2}}}{\sqrt {x^{2}+y^{2}+x^{2}y^{2}}}{\sqrt {x'^{2}+y'^{2}+x'^{2}y'^{2}}}}}}
```

  

    

      

        
+

        
i

        

          

            

              
(

              
x

              

                
y

                
′

              

              
−

              

                
x

                
′

              

              
y

              
)

              
(

              

                
x

                
′

              

              

                
y

                
′

              

              

                

                  

                    
x

                    

                      
2

                    

                  

                  
+

                  

                    
y

                    

                      
2

                    

                  

                  
+

                  

                    
x

                    

                      
2

                    

                  

                  

                    
y

                    

                      
2

                    

                  

                

              

              
−

              
x

              
y

              

                

                  

                    
x

                    

                      
′

                      

                        
2

                      

                    

                  

                  
+

                  

                    
y

                    

                      
′

                      

                        
2

                      

                    

                  

                  
+

                  

                    
x

                    

                      
′

                      

                        
2

                      

                    

                  

                  

                    
y

                    

                      
′

                      

                        
2

                      

                    

                  

                

              

              
)

            

            

              
2

              

                

                  

                    
x

                    

                      
2

                    

                  

                  
+

                  

                    
y

                    

                      
2

                    

                  

                

              

              

                

                  

                    
x

                    

                      
′

                      

                        
2

                      

                    

                  

                  
+

                  

                    
y

                    

                      
′

                      

                        
2

                      

                    

                  

                

              

              

                

                  

                    
x

                    

                      
2

                    

                  

                  
+

                  

                    
y

                    

                      
2

                    

                  

                  
+

                  

                    
x

                    

                      
2

                    

                  

                  

                    
y

                    

                      
2

                    

                  

                

              

              

                

                  

                    
x

                    

                      
′

                      

                        
2

                      

                    

                  

                  
+

                  

                    
y

                    

                      
′

                      

                        
2

                      

                    

                  

                  
+

                  

                    
x

                    

                      
′

                      

                        
2

                      

                    

                  

                  

                    
y

                    

                      
′

                      

                        
2

                      

                    

                  

                

              

            

          

        

        
,

      

    

    
{\displaystyle +i{{(xy'-x'y)(x'y'{\sqrt {x^{2}+y^{2}+x^{2}y^{2}}}-xy{\sqrt {x'^{2}+y'^{2}+x'^{2}y'^{2}}})} \over {2{\sqrt {x^{2}+y^{2}}}{\sqrt {x'^{2}+y'^{2}}}{\sqrt {x^{2}+y^{2}+x^{2}y^{2}}}{\sqrt {x'^{2}+y'^{2}+x'^{2}y'^{2}}}}},}

  

```

{\displaystyle p={{[y'y^{2}(x-x')+x'x^{2}(y-y')]+i(xy'-x'y){\sqrt {x^{2}+y^{2}+x^{2}y^{2}}}} \over {{\sqrt {2}}{\sqrt {x^{2}+y^{2}}}{\sqrt {x^{2}+y^{2}+x^{2}y^{2}}}{\sqrt {x'^{2}+y'^{2}+x'^{2}y'^{2}}}}},}
{\displaystyle p^{\prime }={{[yy'^{2}(x'-x)+xx'^{2}(y'-y)]+i(xy'-x'y){\sqrt {x'^{2}+y'^{2}+x'^{2}y'^{2}}}} \over {{\sqrt {2}}{\sqrt {x^{2}+y^{2}+x^{2}y^{2}}}{\sqrt {x'^{2}+y'^{2}}}{\sqrt {x'^{2}+y'^{2}+x'^{2}y'^{2}}}}},}
{\displaystyle q={{xx'+yy'+xyx'y'} \over {{\sqrt {x^{2}+y^{2}+x^{2}y^{2}}}{\sqrt {x'^{2}+y'^{2}+x'^{2}y'^{2}}}}},}
和實驗所得的CKM矩陣各元素比較得到的最佳結果為
{\displaystyle |V_{ud}|=|V_{tb}|\sim 0.9925,}
{\displaystyle |V_{ub}|=|V_{td}|\sim 0.0075,}
{\displaystyle |V_{us}|=|V_{ts}|=|V_{cd}|=|V_{cb}|\sim 0.122023,}
{\displaystyle |V_{cs}|\sim 0.9845.}
自從1964年CP破壞被發現以來，物理學家相信在標準模型的框架下，只要找到適當的湯川偶合矩陣(乘上希格式偶的真空期望值v即為質量矩陣)並將之對角化，即可以產生帶有複數(亦即CP是不對稱)的CKM矩陣。以上論述具體指出了甚麼樣的質量矩陣能夠產生CP不守恆，填補了標準模型在這方面的空缺。

## 强CP问题
为什么在量子色动力学中CP不被破坏是粒子物理学中的一个谜。这个问题被称为强CP问题。
量子色动力学不像电弱相互作用那么容易破坏CP。电弱相互作用中，规范场与费米子场组成的手性流相关；量子色动力学中，胶子则与矢量流相关。至今为止没有任何显示量子色动力学破坏CP的试验迹象。比如假如强相互作用广泛破坏CP的话那么中子电偶极矩将相当于{\displaystyle 10^{-18}em}（em是电子乘米），而试验数据证明中子电偶极矩比这个数据至少小上十亿倍。
问题在于在量子色动力学中有一些公式理论上允许破坏CP。
{\displaystyle {\mathcal {L}}=-{\frac {1}{4}}{\mathrm {tr} \,}F_{\mu \nu }F^{\mu \nu }-{\frac {n_{f}g^{2}\theta }{32\pi ^{2}}}{\mathrm {tr} \,}F_{\mu \nu }{\tilde {F}}^{\mu \nu }+{\bar {\psi }}(i\gamma ^{\mu }D_{\mu }-me^{i\theta '\gamma _{5}})\psi }
在上面的量子色动力学公式中假如角{\displaystyle \theta }和手性夸克质量相{\displaystyle \theta '}不为零的话则CP可以被破坏。一般认为{\displaystyle \theta '}可以被转化为{\displaystyle {\tilde {\theta }}}的一部分。为什么这个角的值在自然界里无限小，而不是一个比较大的值至今没有任何解释。{\displaystyle \theta }被选择为近乎零是物理学中精调的一个例子。
强CP问题最著名的解决方案是帕西-奎恩理论，这个理论引入了一个新的名为轴子的标量粒子。

## 物质-反物质不平衡
宇宙物理学中的一个未解的理论问题是为什么在宇宙中物质比反物质多，而不是两者大致一样多。通过一系列有理的假设宇宙学家可以显示在宇宙诞生的大爆炸后数秒内的极端状况下由于CP破坏所导致的不对称可以产生现在观察到的物质-反物质比。不包含CP破坏的解释均不十分可信，因为它们依靠初始状态，而且还与宇宙膨胀说相背，因为宇宙膨胀说稀释这个假设的初始状态。
假如CP对称的话大爆炸应该产生同样多的物质和反物质，两者应该相互完全抵消。这将导致一个没有物质，只有光子的宇宙。这显然不是这样的，因此在大爆炸时或大爆炸后物质与反物质的反应显然不同。由于CP对称表明物质与反物质的反应应该相同，因此显然不是在所有情况下CP均对称。
因此有人猜测有一个使得重子数与轻子数不相同的力。标准模型理论中只有两种破坏CP的方法。一个方法是上面提到的量子色动力学的强CP破坏。但是这个理论的结果是要么没有CP破坏，要么CP破坏应该比现在观察到的强许多许多数量级。另一个方法是弱相互作用所导致的很小的CP破坏，但是这个方法预言的破坏所导致的物质-反物质差只留下能够组成一个单个星系的物质。
由于标准模型理论对这个物质差做不出精确的预言，这似乎说明标准模型理论有缺陷或者有错误。而且确定这些与CP有关的缺陷不需要巨大的、实际上无法达到的加速器和能量。因此试验粒子物理学对这些问题非常感兴趣，而且一些天体物理学的不同理论（比如宇宙膨胀说和重子生成）需要解释CP破坏的理论基础。